# Обилич (футбольный клуб)
«Обилич» (серб. ФK Обилић) — сербский футбольный клуб из общины Врачар в округе Белград в центральной Сербии. Клуб основан в 1924 году, домашние матчи проводит на стадионе «Обилич», вмещающем 4 508 зрителей. «Обилич» чемпион Югославии и двукратный финалист кубка Югославии.

## История
Клуб основан в 1924 году. Чемпион Югославии — 1998. Серебряный призёр — 1999. Двукратный бронзовый призёр — 2000, 2001. Двукратный финалист Кубка Югославии — 1995, 1998. Клуб назван в честь сербского героя Милоша Обилича, убившего османского султана Мурада I. Домашний стадион клуба также назван в честь Обилича, и вмещает 4 508 зрителей.
В июне 1996 года находившийся в то время во втором дивизионе «Обилич» был приобретён Желько Ражнатовичем, одновременно с этим ставшим главным тренером клуба. В 1998 году «Обилич» стал чемпионом Югославии, однако не был допущен к выступлениям в Лиге чемпионов УЕФА из-за звучавших в прессе многочисленных обвинений в связях с организованной преступностью в адрес нового владельца. Ражнатович был вынужден переоформить клуб на свою жену — сербскую популярную певицу Цецу. 25 июля 1998 года она стала президентом «Обилича» и оставалась им до 2001 года, а затем, сложив с себя управленческие полномочия, всё равно продолжала оставаться владельцем «Обилича».
В сезоне 2005/06 команда заняла 15-е место в Суперлиге и выбыла в Первую лигу. В следующих сезонах в связи с тяжёлым финансовым положением и постепенным уходом профессиональных футболистов клуб последовательно выбывал в каждом сезоне в низшие лиги (задержавшись в сезонах 2009/10 и 2010/11 в Первой Белградской лиге, 5-м уровне сербских футбольных лиг). В сезоне 2012/13 клуб играл в 7-й лиге.

## Выступления клуба в еврокубках
- QR = квалификационный раунд
- R1 = первый раунд

| Сезон   | Турнир          | Раунд | Страна                  | Клуб            | Дома | На выезде |
| ------- | --------------- | ----- | ----------------------- | --------------- | ---- | --------- |
| 1995/96 | Кубок кубков    | QR    | Флаг Грузии (1990—2004) | Динамо (Батуми) | 0-1  | 2-2       |
| 1998/99 | Лига чемпионов  | QR1   | Флаг Исландии           | Вестманнаэйяр   | 2-0  | 2-1       |
|         |                 | QR2   | Флаг Германии           | Бавария         | 1-1  | 0-4       |
| 1998/99 | Кубок УЕФА      | R1    | Флаг Испании            | Атлетико Мадрид | 0-1  | 0-2       |
| 2000    | Кубок Интертото | R1    | Флаг Хорватии           | Цибалия         | 1-1  | 1-3       |
| 2001/02 | Кубок УЕФА      | QR    | Флаг Фарерских островов | Гота            | 4-0  | 1-1       |
|         |                 | R1    | Флаг Дании              | Копенгаген      | 2-2  | 0-2       |
| 2002    | Кубок Интертото | R1    | Флаг Финляндии          | Хака            | 1-2  | 1-1       |

## Достижения
- Чемпионат Югославии
  - Чемпион (1): 1997/98
  - Вице-чемпион (1): 1998/99
  - Бронзовый призёр (2): 1999/00, 2000/01
- Кубка Югославии
  - Финалист (2): 1994/95, 1997/98

## Обвинения в хищениях
В марте 2011 года Генеральная прокуратура Сербии предъявила владелице клуба Светлане Ражнатович обвинения в незаконном хранении оружия, найденного в её доме при обыске в 2003 году. Также Ражнатович и её сестре Лидии Оцоколич (жене футболиста Предрага Оцоколича) были предъявлены обвинения в хищении нескольких миллионов евро при продаже игроков из клуба «Обилич» в 2000—2003 годах, в частности, при продаже Николы Лазетича в «Фенербахче».
По утверждениям сербской прессы, обвинения были предъявлены так поздно из-за большой популярности Цецы, а также по причине её связей в правящих кругах.
Певице, изначально заявлявшей, что и подготовкой продажи игроков, и покупкой оружия занимался её покойный муж, было предложено заключить соглашение о признании вины: в случае признания фактов хищений с певицы снималось обвинение в незаконном хранении оружия. Также прокуратура отказывалась от требования приговорить Ражнатович к тюремному заключению.
12 апреля Светлана Ражнатович признала себя виновной в хищении, а её сестра признала себя виновной в соучастии в этом. 5 июня 2011 года Ражнатович и Лидия Оцоколич были приговорены к 12 и 6 месяцам домашнего ареста соответственно. Отбытие наказания исчисляется с 23 июня. Также сестёр обязали вернуть в казну Сербии 1 миллион евро.